# ژانگ یانگیانگ
ژانگ یانگیانگ (چینی: 张杨杨؛ زادهٔ ۲۰ فوریه ۱۹۸۹) قایقران روئینگ اهل چین است.
وی در مسابقات کشوری و بین‌المللی در مجموع برندهٔ ۱ مدال طلا شده‌است.